# Pterolophia sikkimensis
Pterolophia sikkimensis là một loài bọ cánh cứng trong họ Cerambycidae.